# Kutná Hora
Kutná Hora  (in tedesco Kuttenberg, in ceco medievale Hory Kutné) è una città della Repubblica Ceca, capoluogo del distretto omonimo, in Boemia Centrale.
Dal 1995 il centro storico, la chiesa di Santa Barbara e la chiesa di Nostra Signora di Sedlec formano un patrimonio dell'umanità dell'UNESCO.
Sorge nella vallata del fiume Vrchlice. Tra il XIV e gli inizi del XVI secolo ebbe una fioritura dovuta all'industria estrattiva dell'argento (miniera di Osel) e divenne la seconda città per importanza del Regno di Boemia dopo Praga. Conserva importanti resti architettonici tardo-gotici dell'epoca jagellonica.
Il nome della città è traducibile in italiano come "Monte dei cappuccini", da Kutná = cappuccio e Hora = montagna, con "cappuccini" per estensione da "cappuccio" per via del monastero.

## Geografia fisica
Il centro storico cittadino è limitato a sud e sud-est dalla valle del fiume Vrchlice, dislocata sulle pendici e suddivisa in una "Città bassa" verso est e da una "Città alta" verso ovest, limitata da un brusco rialzamento del terreno e dove sorge la maggior parte degli edifici storici.

## Storia
La città trasse origine da un giacimento d'argento già sfruttato nel X secolo, che determinò la fondazione di numerosi piccoli insediamenti minerari in corrispondenza dell'attuale centro cittadino, datati all'XI secolo. La loro esistenza è testimoniata dalle numerose piccole chiese parrocchiali romaniche, per la maggior parte demolite entro la fine del XVIII secolo.
Dopo la metà del XIII secolo il distretto minerario si sviluppò, parallelamente alla fondazione delle città fortificate di Čáslav e Kolín e divenne una regione industriale di primaria importanza sotto il regno di Venceslao II. Questi, intorno all'anno 1300, fondò una zecca in corrispondenza del limite meridionale dell'attuale centro storico, che servì da base per la coniazione della nuova moneta d'argento boema introdotta dalla sua riforma monetaria. L'insediamento minerario divenne una città reale, seconda per importanza solo alla capitale, Praga. Il nuovo status si rifletté inizialmente soprattutto nella vicina Sedlec, dove il re fece costruire un importante insediamento monastico cistercense e la chiesa di Nostra Signora di Sedlec gotica.
Nel 1304 e di nuovo nel 1307 la città fu assediata senza successo da Alberto I d'Asburgo e venne dotata di mura in pietra e del "Castello piccolo" (Hradek), la cui fondazione è probabilmente da attribuire a questo periodo, trasformandosi in una vera e propria città. Il sistema difensivo venne completato alla metà del XIV secolo con quattro porte e bastioni e si iniziarono a costruire le case in pietra al posto delle probabili iniziali abitazioni in legno, furono costruiti anche il palazzo municipale e numerose chiese. Dopo il 1380 iniziarono i lavori per la grande chiesa di Santa Barbara, all'esterno della città, che nonostante le sue considerevoli dimensioni era solo una dipendenza della parrocchia di Pnevice.
Le guerre hussite (1419-1434) comportarono la distruzione del monastero di Sedlec (1421) e incendi e distruzioni nella stessa città, ma con il ritorno della pace, i proventi delle miniere garantirono una pronta ricostruzione: le chiese furono sistemate dagli architetti Matej Rejsek e Benedikt Ried, le difese furono rafforzate da un secondo muro più esterno con bastioni, fu ricostruito il Castello piccolo e le case dei commercianti, dotate di portici furono nuovamente edificate lungo le strade.
Dopo il 1540 l'esaurimento delle miniere comportò per la città una grave crisi economica, a cui si aggiunsero le conseguenze indirette della Guerra dei Trent'Anni (1618-1648): oltre un terzo degli edifici furono abbandonati o demoliti in questo periodo. Nel XVII secolo vi si installò un collegio gesuita, mentre la chiesa di Sedlec venne rinnovata in stile barocco agli inizi del secolo seguente, ad opera dell'architetto Jan Blazej Santini. Altri lavori, nella stessa epoca, si ebbero al convento delle Orsoline e alla cappella della Santissima Trinità ad opera di Killian Ignaz Dientzenhofer. Nel 1785 il convento di Sedlec venne definitivamente abbandonato e la stessa sorte subirono numerose piccole chiese cittadine.
A partire dal 1850 la città riacquistò infine una relativa importanza come centro amministrativo.

## Luoghi di interesse
Il quartiere più antico della "Corte italiana", dove era stata impiantata la zecca reale e risalente agli inizi del XIV secolo, comprende la torre sud-est del muro di cinta, la "cappella reale", in seguito rimaneggiata alla fine del XIX secolo e riportata a quello che era considerato uno stile gotico puro, e la chiesa di San Giacomo, sempre del XIV secolo.
Il "Castello piccolo" (Hradek), in stile gotico, ha conservato le strutture interne ed esterne nel loro stato originario.
La "Chiesa di Santa Barbara" venne costruita tra il 1380 e la metà del XVI secolo, come espressione della ricchezza accumulata dai ceti mercantili cittadini. La prima parte ad essere realizzata fu il gruppo di otto cappelle radiali, a pianta trapezoidale, disposte a ferro di cavallo e separate da massicci contrafforti. L'originaria pianta basilicale a tre navate, fu modificata agli inizi del XV secolo con l'aggiunta di grandi cappelle interne. I lavori, interrotti per le guerre hussite, ripresero solo alla fine del secolo ad opera dell'architetto Matej Rejsek che costruì il coro con audaci doppi archi rampanti e trasformò l'originario progetto del presbiterio; dopo la sua morte nel 1506 gli successe Benedikt Ried che si occupò di modificare il progetto delle volte e del tetto per accordarsi.
La "Barborská" è la strada terrazzata che collega lo Hradek alla chiesa di santa Barbara. Vi si affaccia il settecentesco ex collegio dei gesuiti, adibito a sede museale (ospita la GASK, Galerie Středočeského kraje, ovvero Galleria della Boemia centrale). Il parapetto di fronte all'ex collegio è decorato, similmente al Ponte Carlo di Praga, da una fila di 13 statue di santi legati alla Compagnia di Gesù o alla città (Giovanni Nepomuceno, Barbara, Carlo Magno, Isidoro Agricola, Giuseppe, Ignazio di Loyola, Venceslao, Francesco Saverio, Giuseppe Calasanzio, Floriano, Francesco Borgia, Anna, Luigi).
La "chiesa di San Giovanni Nepomuceno" e il convento delle Orsoline sono opera dell'architetto Kilian Ignaz Dientzenhofer.
Si conservano numerose facciate delle residenze private, la maggior parte con elementi gotici e originariamente a soli due piani. I portici che precedevano le facciate furono demoliti nel XIX secolo e sono stati parzialmente ricostruiti in alcuni punti.
La "Città bassa", danneggiata a più riprese da incendi, presenta resti antichi meno frequenti. Dopo l'incendio del 1823 fu ricostruita come un quartiere unitario ed omogeneo.
Il monastero di Sedlec, a 1,5 km dal centro storico, venne distrutto nel 1521 e ricostruito solo a partire dal 1693 ad opera dell'architetto P. I. Bayer. Il suo successore Jan Blazej Santini applicò all'edificio la sua concezione di "gotico barocco": la chiesa venne ingrandita da tre a cinque navate e vi fu aggiunto un presbiterio collegato all'abside a pianta pentagonale.
Alcuni scavi archeologici hanno cominciato a restituire resti dei periodi originari della città e degli insediamenti minerari più antichi.
L'Ossario di Sedlec contiene circa 40.000 scheletri umani molti dei quali usati come elementi decorativi.
Non lontano dalla città si trovano i resti del castello di Sion distrutto nel 1437.

## Amministrazione

### Gemellaggi
- Puškino (Oblast' di Mosca)